# Agathon de Potter
Agathon-Louis de Potter (11 de noviembre de 1827 - 1906), médico, filósofo "socialista" y compositor belga, hijo del famoso periodista y político belga Louis de Potter.

## Biografía
Creó la Fondation Agathon de Potter en el seno de la Academia de las Ciencias, a fin de estimular la investigación en ciencias exactas y aplicadas, e igualmente la lucha contra las enfermedades profesionales en los oficios peligrosos. Publicó en la Revue internationale du socialisme rationnel, divulgadora de una rama heterodoxa del Socialismo denominada Socialismo racional. Trabajó con el barón Colins en desarrollar este movimiento y en 1875 fundó La Philosophie de l'Avenir para su propagación. Escribió Economie Sociale (2 vols., 1874) y otras obras, y colaboró en la prensa periódica francesa, belga y española. Casó con Leonie Bourlard, hija del abodado Jules Bourlard de Mons.

## Obras
- Considérations générales sur la charité, à propos du projet de loi qui la concerne, 1857
- Qu'est-ce que la guerre et la paix: examen de l'ouvrage de M. Proudhon sur la guerre et la paix, 1862
- De la propriété intellectuelle et de la distinction entre les choses vénales et non vénales: examen des majorats littéraires de P. J. Proudhon, 1863
- De l'instruction obligatoire comme remède aux maux sociaux, 1866
- La logique, 1866
- Economie sociale, 1874, 2 vols.
- M. Poulin et le socialisme rationnel, 1875
- Résumé de l'économie sociale d'après les idées de Colins, 1881
- Contribution à l'étude des maladies mentales: la peste démocratique (morbus democraticus), 1884
- La révolution sociale prédite, 1886
- Le socialisme libertaire ou anarchisme individualiste et le socialisme rationel, 1891
- Anarchisme et bourgeoisisme, 1894
- La justice et sa sanction religieuse: questions d'ordre social, 1897
- L'origine de l'humanité sur un monde, 1905